# Kristoffer Lund
Kristoffer Lund Hansen, född 14 maj 2002, är en dansk-amerikansk fotbollsspelare som spelar för Palermo.

## Klubbkarriär
Lund spelade som ung i FC Midtjylland. Han debuterade för A-laget den 11 februari 2021 i en 2–1-vinst över Odense BK i Danska cupen. Lund gjorde sin Superligaen-debut den 7 mars 2021 i en 1–0-förlust mot Aarhus GF.
I april 2021 meddelade Esbjerg att de värvat Lund och att han skrivit på ett treårskontrakt med start sommaren 2021. Redan i augusti 2021 värvades dock Lund av BK Häcken, där han skrev på ett kontrakt på tre och ett halvt år. Lund debuterade den 18 augusti 2021 i en 5–1-vinst över Utsiktens BK i Svenska cupen, där han blev inbytt i den 61:a minuten mot Yannick Adjoumani. Fyra dagar senare gjorde Lund sin allsvenska debut i en 2–1-förlust mot AIK. Under säsongen 2022 spelade han 25 matcher och gjorde sju assist då BK Häcken vann sitt första SM-guld.
Den 21 augusti 2023 värvades Lund av italienska Serie B-klubben Palermo, där han skrev på ett fyraårskontrakt.

## Landslagskarriär
Kristoffer Lund har både danskt och amerikanskt pass då hans far är från Danmark och hans mor är från USA.
Den 7 september 2023 bytte Lund landslag från Danmark till USA. Den 9 september 2023 var han del av truppen i vänskapsmatchen mot Uzbekistan.

## Meriter
BK Häcken
- Svensk mästare: 2022